# Eurysternus streblus
Eurysternus streblus là một loài bọ cánh cứng trong họ Bọ hung (Scarabaeidae).